# Хари Костов
Хари Костов е икономист и политик от Северна Македония, министър-председател на страната между 31 май и 15 ноември 2004 г.

## Биография
Костов е роден на 13 ноември 1959 г., във влашко семейство, в щипското село Пишица. През 1983 г. завършва Икономическия факултет на университета „Св. св. Кирил и Методий“ в Скопие.
От завършването си до 1988 г. работи в правителството на Социалистическа Република Македония, впоследствие е назначен за икономически съветник на правителствено равнище. На този си пост остава до февруари 1994 г. – повече от три години след отделянето на СР Македония от Югославия през септември 1991 г.
По време на първия мандат на Цървенковски като министър-председател Хари Костов е заместник министър на финансите (1994) и оглавява комисията по банковата реформа.
От август 1995 до октомври 1996 г. работи като помощник на изпълнителния директор на Световната банка за групата страни, включваща Северна Македония. До назначаването му за министър на вътрешните работи през 2002 г. Хари Костов е изпълнителен директор на търговска банка.
Избран е за министър-председател от парламента на 31 май 2004 г., две седмици след като е посочен от президента Бранко Цървенковски.
Хари Костов подава оставка на 15 ноември 2004 г. вследствие на диспути между коалиционните партньори в правителството, в частност между македонските и албанските министри. Оставката на правителството му е приета на 18 ноември 2004 г.
Понастоящем е изпълнителен директор на Комерциална банка - Скопие.